# Ctenomys yolandae
Ctenomys yolandae és una espècie de mamífer rosegador de la família dels ctenòmids. Viu a les ribes dels rius Paranà i San Javier, a la província de Santa Fe (Argentina). Se sap molt poca cosa sobre el seu hàbitat i la seva història natural. Es desconeix si hi ha cap amenaça significativa per a la supervivència d'aquesta espècie.
Aquest tàxon fou anomenat en honor de Yolanda Davis, una de les conservadores del Museu Argentí de Ciències Naturals.